# Tanacetum kotschyi
Tanacetum kotschyi — вид рослин з роду пижмо (Tanacetum) й родини айстрових (Asteraceae), поширений на Кавказі й у Західній Азії.

## Опис
Кущик заввишки 10–20 см. Листки скупчені, на ніжках, майже кругові за контуром, розділені безпосередньо перед ніжкою; сегментів 7–9, вузьколінійні, гострі, цілісні. Квіткові голови поодинокі. Язичкові квітки еліптичні, білі.

## Середовище проживання
Поширений у східній Туреччині, Ірані, Іраку, Вірменії, Азербайджані, на Північному Кавказі (Росія). Населяє гірські схили.